# Michel Viaud
Michel Henri Marcel Marc Viaud (* 15. Februar 1940 in Nantes; † 16. Mai 2001 vor der Küste Madagaskars) war ein französischer Ruderer. 
Der für CA Nantes rudernde Michel Viaud belegte mit dem französischen Achter bei den Olympischen Spielen 1960 in Rom den vierten Platz. Der Achter mit Christian Puibaraud, Jean-Luis Bellet, Émile Clerc, Jean Ledoux, Gaston Mercier, Bernard Meynadier, Joseph Moroni, Michel Viaud und Steuermann Alain Bouffard hatte im Vorlauf den zweiten Platz hinter dem Deutschland-Achter belegt und seinen Hoffnungslauf gewonnen.
Bei den Europameisterschaften 1961 trat der französische Achter in der Besetzung Christian Puibaraud, Jean-Luis Bellet, Joseph Moroni, Robert Dumontois, Gaston Mercier, Bernard Meynadier, Émile Clerc, Michel Viaud und Alain Bouffard an. Die Franzosen erkämpften die Bronzemedaille hinter den Italienern und den Deutschen.
1962 wurden die ersten Ruder-Weltmeisterschaften ausgetragen. Bei der Premiere in Luzern   startete der französische Achter in der Besetzung Christian Puibaraud, Jean-Pierre Bellet, Jacques Morel, Joseph Moroni, Georges Morel, Robert Dumontois, Bernard Meynadier, Michel Viaud und Alain Bouffard. Der Deutschland-Achter gewann den Titel vor dem Boot aus der Sowjetunion und den Franzosen.
Bei den Olympischen Spielen 1964 in Tokio waren im Achter mit Dumontois, Meynadier, Moroni, Viaud und Bouffard noch fünf Ruderer von 1962 dabei, hinzu kamen André Fevret, Pierre Maddaloni, Jean-Pierre Grimaud und André Sloth. Der französische Achter belegte im Vorlauf den zweiten Platz hinter dem Boot aus der Sowjetunion. Im Hoffnungslauf siegten die Italiener vor den Franzosen, die damit nur das B-Finale erreichten und als Sieger des B-Finales den siebten Platz in der Gesamtwertung belegten.